# Білі Ослави
Бі́лі Осла́ви — село Делятинської селищної громади Надвірнянського району Івано-Франківської області.

## Географія
Село лежить на річці Ославці, за 19 км від районного центру та за 12 км від залізничної станції Делятин. Через село проходить автодорога Делятин — Яблунів.
У селі струмок Водичний впадає у річку Ославу.
На південному заході від села бере початок струмок Раковець.

## Історія
Перша письмова згадка про село трапляється у 1745 році.

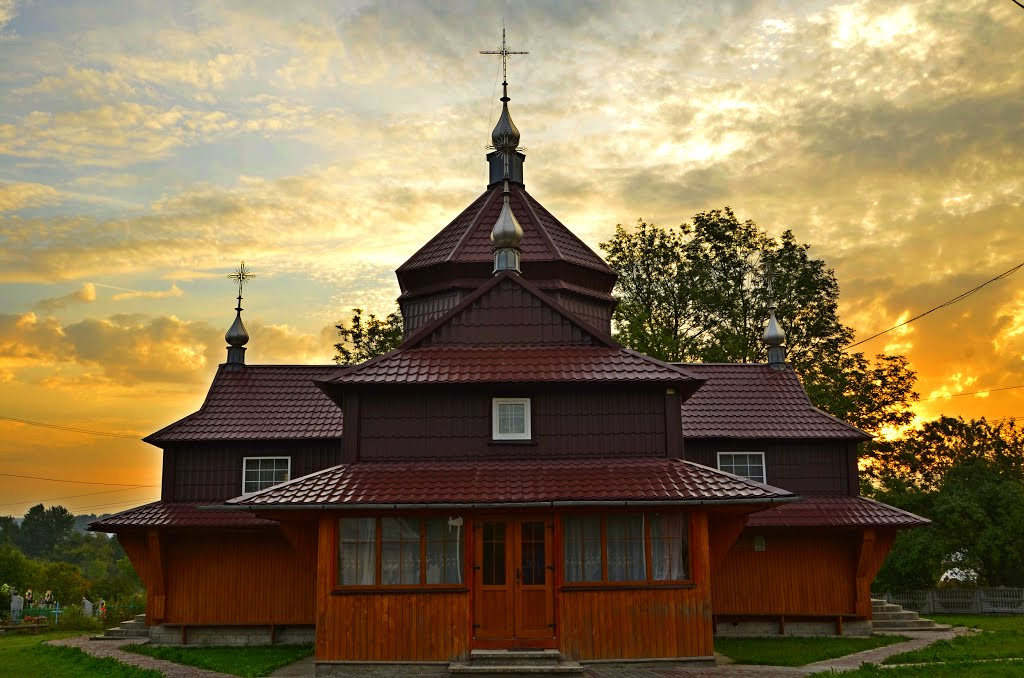
Ганнозачатіївська церква

Парохом в селі був отець Іван Мандичевський, 1823 року у нього народився син — майбутній греко-католицький священник Порфирій, котрий пізніше став організатором коронації Чудотворної Ікони Зарваницької Матері Божої.
Під час рейду Ковпака відділ шуцполіції розстріляв 71 жителя села.
1 серпня 1934 року була утворена сільська ґміна Ослави Бяле, центром якої стали Білі Ослави. Ґміна утворена з попередніх самоврядних сільських ґмін: Ослави Бяле, Ослави Чарне, Поток Чарни, Зажече над Прутем.
За даними облуправління МГБ у 1949 р. в Яремчанському районі підпілля ОУН найактивнішим було в селах Білі Ослави і Чорні Ослави.
9 вересня 1967 року в селі встановлено обеліск жертвам нацизму. Також у селі встановлено пам'ятник Тарасу Шевченку.
14 липня 2014 року було урочисто відкрито й освячено перший у світі пам'ятник відомій українській поетесі Марійці Підгірянці на її батьківщині в селі Білі Ослави.

## Населення

### Мова
Розподіл населення за рідною мовою за даними перепису 2001 року:
| Мова       | Кількість | Відсоток |
| ---------- | --------- | -------- |
| українська | 4517      | 99.82%   |
| російська  | 5         | 0.11%    |
| румунська  | 3         | 0.07%    |
| Усього     | 4525      | 100%     |

## Інфраструктура
На території села розташоване Білоославське лісництво. В селі є лікарська амбулаторія, поштове відділення, ощадна каса. У Білих Ославах працюють загальноосвітня школа I—III ступенів, бібліотека, функціонує Музей Марійки Підгірянки.
Село не газифіковане, але центральна вулиця Марійки Підгірянки освітлюється.

## Релігія
На території села зареєстровані церкви:
- УГКЦ «Непорочного Зачаття Пречистої Діви Марії», перебуває в користуванні громади ПЦУ, отець — Василь Ужитчак;
- УГКЦ «Різдва пророка, Предтечі і Хрестителя Господнього Івана», отець — Сергій Белдик;
- ПЦУ Святого Великомученика Димитрія Солунського, отець — Василь Ужитчак;
- Церква ЄХБ, пастор — Василь Щерб'юк;
- Церква Християн Адвентистів Сьомого Дня, пастор — Бойко Степан Тарасович;
- Церква Адвентистів Сьомого Дня, пастор — Чіпчар Віктор.

## Відомі люди
- Марійка Підгірянка — відома поетеса (1881—1963);
- батько Посла Канади в Україні Романа Ващука;[6]
- Василь Гринюк (*09.09.1959, с. Білі Ослави Надвірнянського району Івано-Франківської області) — український журналіст, заслужений журналіст України.
- Дмитро-Олесь Гуменюк (1925—2020) — ветеран УПА.